# Comitatul Wulian
Comitatul Wulian (în chineză simplificată: 五莲县; chineză tradițională: 五蓮縣; pinyin: Wǔlián Xiàn) este un comitat al orașului prefectoral Rizhao⁠(d), Shandong. Comitatul este cunoscut și numit eponim după Muntele Wulian. Se învecinează cu Zhucheng⁠(d) la nord, districtul Donggang la sud, comitatul Ju la vest și Xihai'an⁠(d) la est.
Wulian este locul de naștere al celebrului poet Wang Fugang.

## Geografie

### Diviziuni administrative
Comitatul Wulian administrează un subdistrict⁠(d), nouă orașe și două municipii:
| Nume                   | Chineză (S) | Hanyu Pinyin       |
| ---------------------- | ----------- | ------------------ |
| Subdistrictul Hongning | 洪凝街道    | Hóngníng Jiēdào    |
| Orașul Jietou          | 街头镇      | Jiētou/Jiētóu Zhèn |
| Orașul Chaohe          | 潮河镇      | Cháohé Zhèn        |
| Orașul Xumeng          | 许孟镇      | Xǔmèng Zhèn        |
| Orașul Yuli            | 于里镇      | Yúlǐ Zhèn          |
| Orașul Wanghu          | 汪湖镇      | Wānghú Zhèn        |
| Orașul Kouguan         | 叩官镇      | Kòuguān Zhèn       |
| Orașul Zhongzhi⁠(d)     | 中至镇      | Zhōngzhì Zhèn      |
| Orașul Gaoze           | 高泽镇      | Gāozé Zhèn         |
| Orașul Songbai         | 松柏镇      | Sōngbǎi Zhèn       |
| Municipiul Shichang    | 石场乡      | Shícháng Xiāng     |
| Municipiul Hubu        | 户部乡      | Hùbù Xiāng         |

În 2002, comitatul Wulian administra nouă orașe și trei municipii:
- Orașe: Hongning, Jietou, Yuli, Xumeng 许孟 Chaohe, Wanghu, Kouguan, Zhongzhi, Gaoze.
- Municipii: Shichang, Hubu, Songbai.

## Clima
| Date climatice pentru Wulian (1991–2020 normals, extremes 1981–2010) | Date climatice pentru Wulian (1991–2020 normals, extremes 1981–2010) | Date climatice pentru Wulian (1991–2020 normals, extremes 1981–2010) | Date climatice pentru Wulian (1991–2020 normals, extremes 1981–2010) | Date climatice pentru Wulian (1991–2020 normals, extremes 1981–2010) | Date climatice pentru Wulian (1991–2020 normals, extremes 1981–2010) | Date climatice pentru Wulian (1991–2020 normals, extremes 1981–2010) | Date climatice pentru Wulian (1991–2020 normals, extremes 1981–2010) | Date climatice pentru Wulian (1991–2020 normals, extremes 1981–2010) | Date climatice pentru Wulian (1991–2020 normals, extremes 1981–2010) | Date climatice pentru Wulian (1991–2020 normals, extremes 1981–2010) | Date climatice pentru Wulian (1991–2020 normals, extremes 1981–2010) | Date climatice pentru Wulian (1991–2020 normals, extremes 1981–2010) | Date climatice pentru Wulian (1991–2020 normals, extremes 1981–2010) |
| Luna                                                                 | Ian                                                                  | Feb                                                                  | Mar                                                                  | Apr                                                                  | Mai                                                                  | Iun                                                                  | Iul                                                                  | Aug                                                                  | Sep                                                                  | Oct                                                                  | Nov                                                                  | Dec                                                                  | Anual                                                                |
| -------------------------------------------------------------------- | -------------------------------------------------------------------- | -------------------------------------------------------------------- | -------------------------------------------------------------------- | -------------------------------------------------------------------- | -------------------------------------------------------------------- | -------------------------------------------------------------------- | -------------------------------------------------------------------- | -------------------------------------------------------------------- | -------------------------------------------------------------------- | -------------------------------------------------------------------- | -------------------------------------------------------------------- | -------------------------------------------------------------------- | -------------------------------------------------------------------- |
| Maxima medie °C (°F)                                                 | 3.9 (39)                                                             | 7.1 (44,8)                                                           | 13.1 (55,6)                                                          | 20.1 (68,2)                                                          | 25.7 (78,3)                                                          | 28.9 (84)                                                            | 30.7 (87,3)                                                          | 29.9 (85,8)                                                          | 26.5 (79,7)                                                          | 20.8 (69,4)                                                          | 13.0 (55,4)                                                          | 6.0 (42,8)                                                           | 18,81 (65,85)                                                        |
| Media zilnică °C (°F)                                                | −0.9 (30,4)                                                          | 1.9 (35,4)                                                           | 7.3 (45,1)                                                           | 14.2 (57,6)                                                          | 19.9 (67,8)                                                          | 23.5 (74,3)                                                          | 26.2 (79,2)                                                          | 25.5 (77,9)                                                          | 21.4 (70,5)                                                          | 15.4 (59,7)                                                          | 8.0 (46,4)                                                           | 1.3 (34,3)                                                           | 13,64 (56,56)                                                        |
| Minima medie °C (°F)                                                 | −4.5 (23,9)                                                          | −2 (28)                                                              | 2.9 (37,2)                                                           | 9.3 (48,7)                                                           | 15.1 (59,2)                                                          | 19.3 (66,7)                                                          | 22.8 (73)                                                            | 22.2 (72)                                                            | 17.3 (63,1)                                                          | 11.0 (51,8)                                                          | 4.1 (39,4)                                                           | −2.2 (28)                                                            | 9,61 (49,29)                                                         |
| Minima istorică °C (°F)                                              | −15.3 (4,5)                                                          | −14.2 (6,4)                                                          | −7.6 (18,3)                                                          | −2.8 (27)                                                            | 2.6 (36,7)                                                           | 10.0 (50)                                                            | 15.4 (59,7)                                                          | 12.8 (55)                                                            | 7.1 (44,8)                                                           | −1.7 (28,9)                                                          | −10.6 (12,9)                                                         | −15.9 (3,4)                                                          | −15,3 (4,5)                                                          |
| Precipitații mm (inches)                                             | 12.1 (0.476)                                                         | 16.5 (0.65)                                                          | 18.1 (0.713)                                                         | 32.4 (1.276)                                                         | 64.5 (2.539)                                                         | 88.9 (3.5)                                                           | 168.9 (6.65)                                                         | 234.7 (9.24)                                                         | 81.4 (3.205)                                                         | 32.8 (1.291)                                                         | 32.5 (1.28)                                                          | 14.3 (0.563)                                                         | 797,1 (31,382)                                                       |
| Umiditate [%]                                                        | 60                                                                   | 59                                                                   | 54                                                                   | 54                                                                   | 58                                                                   | 68                                                                   | 78                                                                   | 80                                                                   | 72                                                                   | 65                                                                   | 64                                                                   | 61                                                                   | 64,4                                                                 |
| Nr. de zile cu precipitații (≥ 0.1 mm)                               | 3.4                                                                  | 4.0                                                                  | 4.8                                                                  | 6.6                                                                  | 7.6                                                                  | 8.3                                                                  | 12.4                                                                 | 12.4                                                                 | 7.5                                                                  | 5.6                                                                  | 5.3                                                                  | 3.4                                                                  | 81,3                                                                 |
| Nr. mediu de zile cu ninsoare                                        | 4.2                                                                  | 3.1                                                                  | 1.7                                                                  | 0.2                                                                  | 0                                                                    | 0                                                                    | 0                                                                    | 0                                                                    | 0                                                                    | 0                                                                    | 1.0                                                                  | 2.4                                                                  | 12,6                                                                 |
| Ore însorite                                                         | 164.4                                                                | 166.3                                                                | 213.5                                                                | 229.1                                                                | 252.8                                                                | 225.5                                                                | 195.7                                                                | 196.4                                                                | 197.3                                                                | 199.9                                                                | 167.9                                                                | 165.7                                                                | 2.374,5                                                              |
| Sursă: Administrația Meteorologică din China                         |                                                                      |                                                                      |                                                                      |                                                                      |                                                                      |                                                                      |                                                                      |                                                                      |                                                                      |                                                                      |                                                                      |                                                                      |                                                                      |